# Сортировка вставками
Сортировка вставками (англ. Insertion sort) — алгоритм сортировки, в котором элементы входной последовательности просматриваются по одному, и каждый новый поступивший элемент размещается в подходящее место среди ранее упорядоченных элементов. Вычислительная сложность — {\displaystyle O(n^{2})}.

## Описание
На вход алгоритма подаётся последовательность {\displaystyle n} чисел: {\displaystyle a_{1},a_{2},...,a_{n}}. Сортируемые числа также называют ключами. Входная последовательность на практике представляется в виде массива с {\displaystyle n} элементами. На выходе алгоритм должен вернуть перестановку исходной последовательности {\displaystyle a_{1}^{'},a_{2}^{'},...,a_{n}^{'}}, чтобы выполнялось следующее соотношение {\displaystyle a_{1}^{'}\leqslant a_{2}^{'}\leqslant ...\leqslant a_{n}^{'}}.
В начальный момент отсортированная последовательность пуста. На каждом шаге алгоритма выбирается один из элементов входных данных и помещается на нужную позицию в уже отсортированной последовательности до тех пор, пока набор входных данных не будет исчерпан. В любой момент времени в отсортированной последовательности элементы удовлетворяют требованиям к выходным данным алгоритма.
Данный алгоритм можно ускорить при помощи использования бинарного поиска для нахождения места текущему элементу в отсортированной части. Проблема с долгим сдвигом массива вправо решается при помощи смены указателей.

## Псевдокод
На вход процедуре сортировки подаётся массив {\displaystyle A[1..n]}, состоящий из элементов последовательности {\displaystyle A[1],A[2],...,A[n]}, которые требуется отсортировать. {\displaystyle n} соответствует {\displaystyle A.\mathrm {length} } — размеру исходного массива. Для сортировки не требуется привлечения дополнительной памяти, кроме постоянной величины для одного элемента, так как выполняется перестановка в пределах массива. В результате работы процедуры во входном массиве оказывается требуемая выходная последовательность элементов.
Псевдокод алгоритма: 
| for j = 2 to A.length do key = A[j] i = j-1 while (i > 0 and A[i] > key) do A[i + 1] = A[i] i = i - 1 end while A[i+1] = key end | for i = 2 to n do x = A[i] j = i while (j > 1 and A[j-1] > x) do A[j] = A[j-1] j = j - 1 end while A[j] = x end for | A[0] = -{\displaystyle \infty } for i = 2 to n do j = i while (j > 0 and A[j] < A[j - 1]) do swap (A[j], A[j - 1]) j = j - 1 end while end for |

В последнем варианте обмен x = A[j]; A[j] = A[j-1]; A[j-1] = x представлен операцией swap из-за чего он немного медленнее. Значение введённого А[0] меньше любого значения остальных элементов.

## Анализ алгоритма
Время выполнения алгоритма зависит от входных данных: чем большее множество нужно отсортировать, тем большее время потребуется для выполнения сортировки. Также на время выполнения влияет исходная упорядоченность массива. Время работы алгоритма для различных входных данных одинакового размера зависит от элементарных операций, или шагов, которые потребуется выполнить.
Для каждой инструкции алгоритма введём временную стоимость и количество повторений, где {\displaystyle t_{j}} — количество проверок условия во внутреннем цикле while:
| Код                        | Стоимость             | Повторы                                  |
| -------------------------- | --------------------- | ---------------------------------------- |
| for j = 2 to A.length      | {\displaystyle c_{1}} | {\displaystyle n}                        |
| key = A[j]                 | {\displaystyle c_{2}} | {\displaystyle n-1}                      |
| i = j — 1                  | {\displaystyle c_{3}} | {\displaystyle n-1}                      |
| while i > 0 and A[i] > key | {\displaystyle c_{4}} | {\displaystyle \sum _{j=2}^{n}t_{j}}     |
| A[i+1] = A[i]              | {\displaystyle c_{5}} | {\displaystyle \sum _{j=2}^{n}(t_{j}-1)} |
| i = i — 1                  | {\displaystyle c_{6}} | {\displaystyle \sum _{j=2}^{n}(t_{j}-1)} |
| A[i+1] = key               | {\displaystyle c_{7}} | {\displaystyle n-1}                      |

Время работы алгоритма сортировки вставками — это сумма времён работы каждого шага: {\displaystyle T(n)=c_{1}n+c_{2}(n-1)+c_{3}(n-1)+c_{4}\sum _{j=2}^{n}t_{j}+c_{5}\sum _{j=2}^{n}(t_{j}-1)+c_{6}\sum _{j=2}^{n}(t_{j}-1)+c_{7}(n-1)}.
Самым благоприятным случаем является отсортированный массив. При этом все внутренние циклы состоят всего из одной итерации, то есть {\displaystyle t_{j}=1} для всех {\displaystyle j}. Тогда время работы алгоритма составит {\displaystyle T(n)=(c_{1}+c_{2}+c_{3}+c_{4}+c_{7})n-(c_{2}+c_{3}+c_{4}+c_{7})=O(n)}. Время работы линейно зависит от размера входных данных.

### Анализ наихудшего случая
Наихудшим случаем является массив, отсортированный в порядке, обратном нужному. При этом каждый новый элемент сравнивается со всеми в отсортированной последовательности. Это означает, что все внутренние циклы состоят из j итераций, то есть {\displaystyle t_{j}=j} для всех {\displaystyle j}. Тогда время работы алгоритма составит:
{\displaystyle T(n)=c_{1}n+c_{2}(n-1)+c_{3}(n-1)+c_{4}\sum _{j=2}^{n}j+c_{5}\sum _{j=2}^{n}(j-1)+c_{6}\sum _{j=2}^{n}(j-1)+c_{7}(n-1)}
{\displaystyle T(n)=c_{1}n+c_{2}(n-1)+c_{3}(n-1)+c_{4}\left({\frac {n(n+1)}{2}}-1\right)+c_{5}{\frac {n(n-1)}{2}}+c_{6}{\frac {n(n-1)}{2}}+c_{7}(n-1)=O(n^{2})}.
Время работы является квадратичной функцией от размера входных данных.

### Анализ среднего случая
Для анализа среднего случая нужно посчитать среднее число сравнений, необходимых для определения положения очередного элемента. При добавлении нового элемента потребуется, как минимум, одно сравнение, даже если этот элемент оказался в правильной позиции. {\displaystyle i}-й добавляемый элемент может занимать одно из {\displaystyle i+1} положений. Предполагая случайные входные данные, новый элемент равновероятно может оказаться в любой позиции. Среднее число сравнений для вставки {\displaystyle i}-го элемента:
{\displaystyle T_{i}={\frac {1}{i+1}}\left(\sum _{p=1}^{i}p+i\right)={\frac {1}{i+1}}\left({\frac {i(i+1)}{2}}+i\right)={\frac {i}{2}}+1-{\frac {1}{i+1}}}
Для оценки среднего времени работы для {\displaystyle n} элементов нужно просуммировать:
{\displaystyle T(n)=\sum _{i=1}^{n-1}T_{i}=\sum _{i=1}^{n-1}\left({\frac {i}{2}}+1-{\frac {1}{i+1}}\right)=\sum _{i=1}^{n-1}{\frac {i}{2}}+\sum _{i=1}^{n-1}1-\sum _{i=1}^{n-1}\left({\frac {1}{i+1}}\right)}
{\displaystyle T(n)\approx {\frac {n^{2}-n}{4}}+(n-1)-(\ln(n)-1)=O(n^{2})}
Временная сложность алгоритма — {\displaystyle O(n^{2})}. Однако, из-за константных множителей и членов более низкого порядка алгоритм с более высоким порядком роста может выполняться для небольших входных данных быстрее, чем алгоритм с более низким порядком роста.